# Blue Christmas
Blue Christmas ("Triste Natale") è una celebre canzone natalizia statunitense, scritta nel 1948 da Billy Hayes (1906-1993) e da Jay W. Johnson. 
La prima incisione fu di Ernest Tubb nel 1948.
Il brano fu, però, soprattutto un grande successo  di Elvis Presley, che nel 1957 trasformò il brano country di Tubb in una versione  rock & roll. Il brano – che, rispetto alla versione di Ernest Tubb, ha una strofa in meno  – venne pubblicato come singolo e fu anche inserito nell'album  Elvis' Christmas Album.

## Il brano

### Testo e musica
Blue Christmas  si inserisce tra quelle canzoni natalizie (un altro esempio celebre è I'll Be Home for Christmas , portata al successo di Bing Crosby, ma anche – guardando alla musica italiana – Notte di Natale di Claudio Baglioni) che non esprimono il concetto di un Natale gioioso:  come in altri brani, anche in questo caso è la mancanza della persona amata a generare questo sentimento tristezza (si tratta, perciò, anche di una canzone d'amore).

A tal proposito, viene evidenziato – tramite un gioco di parole che non si può rendere in italiano – il contrasto tra la neve che cade, che è  white, cioè “bianca”, e questo Natale che, invece, è, per il “cantante”, blue, parola che in inglese non significa soltanto “blu”, ma anche, appunto, “triste”.
A dispetto del contenuto malinconico del testo, la melodia è piuttosto ritmata ed allegra.

## Classifiche
Versione di Elvis Presley
| Classifica (1964-2020) | Posizione massima |
| ---------------------- | ----------------- |
| Canada                 | 25                |
| Regno Unito            | 11                |